# Dawidy (województwo lubelskie)
Dawidy – wieś w Polsce położona w województwie lubelskim, w powiecie parczewskim, w gminie Jabłoń.
Wierni Kościoła rzymskokatolickiego należą do parafii Parafia św. Jozafata w Gęsi.
W latach 1975–1998 miejscowość administracyjnie należała do ówczesnego województwa bialskopodlaskiego.
Wieś stanowi sołectwo w gminie Jabłoń. Według Narodowego Spisu Powszechnego z roku 2011 wieś liczyła 434 mieszkańców.